# المعهد الإحصائي التركي
مؤسسةُ الإحصاءِ التركيةُ (اختصارًا TÜİK) مؤسسةٌ حكوميةٌ تركيَّة مُكلفةٌ بإعداد إحصاءاتٍ رسميةٍ عن تركيا وسكانها ومواردها واقتصادها ومجتمعها وثقافتها. تأسس المعهد عام 1926، ومقره في أنقرة. كان يُعرف سابقًا باسم «معهد الإحصاء الحكومي» (اختصارًا DİE)، ثم سمي «مؤسسة الإحصاء التركية» في 18 نوفمبر 2005.

## روابط خارجية
- الموقع الرسمي